# Johannes Rath (Politiker)
Johannes Rath (* 23. Januar 1876 in Egenhausen; † 24. Februar 1945 in Tübingen) war ein deutscher Politiker der DVP in Württemberg.
Johannes Rath war Bürgermeister in Lustnau. Er trat 1906 der nationalliberalen Deutschen Partei bei und 1919 deren Nachfolgerin, der DVP. Ab 1927 war Rath als Nachfolger von Theodor Bickes Landesvorsitzender der DVP in Württemberg. Rath war von 1924 bis 1932 Mitglied des württembergischen Landtags und dort ab 1928 Vorsitzender der DVP-Gruppe. Am 19. Januar 1930 wurde er Staatsrat und ehrenamtlicher Beirat in der württembergischen Regierung. 